# John Wrawe
John Wrawe (morto em 6 de maio de 1382) foi um líder rebelde inglês durante a revolta camponesa de 1381. Foi executado em 1382.

## Biografia
No início da revolta camponesa, em junho de 1381, John Wrawe, um ex-capelão, marchou para o norte de Essex, em direção ao condado vizinho de Suffolk, com a intenção de ali levantar uma revolta.
Teve uma influência considerável sobre o desenvolvimento do levante no leste da Inglaterra. O número de rebeldes nos condados do leste, então uma região muito populosa, pode ter se aproximado dos da revolta de Londres. As autoridades demostraram pouca resistência à revolta: os principais nobres não conseguiram organizar as defesas, as principais fortificações caíram facilmente para os rebeldes e as milícias locais não foram mobilizadas. Como na capital e no sudeste, isso ocorreu em parte devido à ausência de líderes militares importantes e à natureza da lei inglesa, mas qualquer homem recrutado localmente também pode ter se mostrado pouco confiável diante de uma revolta popular.
Em 12 de junho, Wrawe atacou as propriedades de Sir Richard Lyons em Overhall, avançando para as cidades de Cavendish e Bury St Edmunds, no oeste de Suffolk, no dia seguinte, obtendo mais apoio. John Cambridge, o prior da rica Abadia de Bury St Edmunds, era detestado na cidade, e Wrawe aliou-se às pessoas da região e invadiu o templo. O prior escapou, mas foi encontrado dois dias depois e executado. Um pequeno grupo de rebeldes marchou para o norte até Thetford, para extorquir o dinheiro de proteção da cidade, e outro grupo localizou Sir John Cavendish, o Chefe de Justiça do Banco do Rei e cancelário da Universidade de Cambridge. Cavendish foi pego em Lakenheath e executado.
Em 15 de junho, a revolta eclodiu em Cambridgeshire, liderada por elementos da rebelião de Wrawe em Suffolk e alguns homens locais, como John Greyston, que havia participado dos eventos em Londres e retornou ao seu condado natal para espalhar a revolta, e Geoffrey Cobbe e John Hanchach, membros da nobreza local. A Universidade de Cambridge, composta por padres e desfrutando de privilégios da realeza, era amplamente odiada pelos outros habitantes da cidade. Uma revolta eclodiu tendo a Universidade como seu principal objetivo, apoiada pelo prefeito local. Os rebeldes saquearam o Corpus Christi College, que tinha conexões com João de Gante, e a igreja local, além de tentar executar um servidor que conseguiu escapar. A biblioteca e os arquivos da instituição foram queimados no centro da cidade. No dia seguinte, a instituição foi forçada a concordar com uma nova carta, abrindo mão de seus privilégios reais. A revolta cresceu ao norte de Cambridge em direção a Ely, onde a prisão foi aberta e o Juiz de Paz local executada.
Quando a rebelião foi reprimida, John Wrawe foi capturado e julgado em Londres. Provavelmente deu provas contra 24 de seus colegas na esperança de um perdão, mas foi condenado, sendo enforcado, arrastado e esquartejado em 6 de maio de 1382.